# Aeroporto Internazionale Arturo Michelena
L'Aeroporto Internazionale Arturo Michelena (IATA: VLN, ICAO: SVVA) è un aeroporto che serve la città di Valencia in Venezuela, situato a due ore da Caracas in auto.
L'aeroporto prende il nome dal pittore venezuelano Arturo Michelena, nato a Valencia.

## Destinazioni
- Avior Airlines: Barcelona (VE), Bogotá, Santo Domingo-Las Americas
- Conviasa: Porlamar
- Copa Airlines: Panama City–Tocumen
- LASER Airlines: Porlamar
- Turpial Airlines: Las Piedras, Maracaibo, Maturín,[1] Porlamar, Puerto Ordaz,[1] Panama City-Tocumen, Punta Cana, Santo Domingo–Las Americas